# Nele Hatschek
Nele Hatschek (* 13. August 1996 in Dorsten) ist eine deutsche Squashspielerin.

## Karriere
Nele Hatschek nahm 2018 mit der deutschen Nationalmannschaft an der Weltmeisterschaft teil, zudem stand sie 2017 und 2018 im Kader bei den Europameisterschaften. 2019 wurde sie nach einem 3:2-Finalsieg gegen Franziska Hennes deutsche Meisterin.

## Erfolge
- Deutsche Meisterin: 2019